# El Barranquete
El Barranquete est un village appartenant à la commune de Níjar dans la province d'Almería en Espagne, situé à 25 km de la capitale de la province, Almería. Sa population en 2012 était 1 034 personnes.

## Histoire
Une nécropole se trouve à proximité, à deux kilomètres. La civilisation qui l'a peuplée (2500-1800 av. J.-C.) a eu une économie basée sur l'agriculture, l'utilisation de silex mais se distingue aussi par l'extraction et la manipulation du cuivre, une nouveauté pour laquelle elle peut être considérée comme un pont entre différentes cultures. Une quinzaine d'emplacements circulaires de 10 à 15 m de diamètre ont été identifiés.

## Démographie
| 2000 | 2001 | 2002 | 2003 | 2004 | 2005 | 2006 | 2007 | 2008 | 2009 |
| ---- | ---- | ---- | ---- | ---- | ---- | ---- | ---- | ---- | ---- |
| 653  | 724  | 757  | 791  | 805  | 926  | 923  | 861  | 869  | 915  |